# Xonalpu
Xonalpu är en ort i Mexiko.   Den ligger i kommunen Huehuetla och delstaten Puebla, i den sydöstra delen av landet, 180 km öster om huvudstaden Mexico City. Xonalpu ligger 696 meter över havet och antalet invånare är 2 100.
Terrängen runt Xonalpu är huvudsakligen kuperad. Xonalpu ligger uppe på en höjd. Runt Xonalpu är det ganska tätbefolkat, med 207 invånare per kvadratkilometer. Närmaste större samhälle är Olintla, 8,2 km väster om Xonalpu. I omgivningarna runt Xonalpu växer i huvudsak städsegrön lövskog.